# リゾストマ属

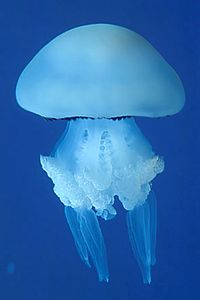
Rhizostoma pulmo

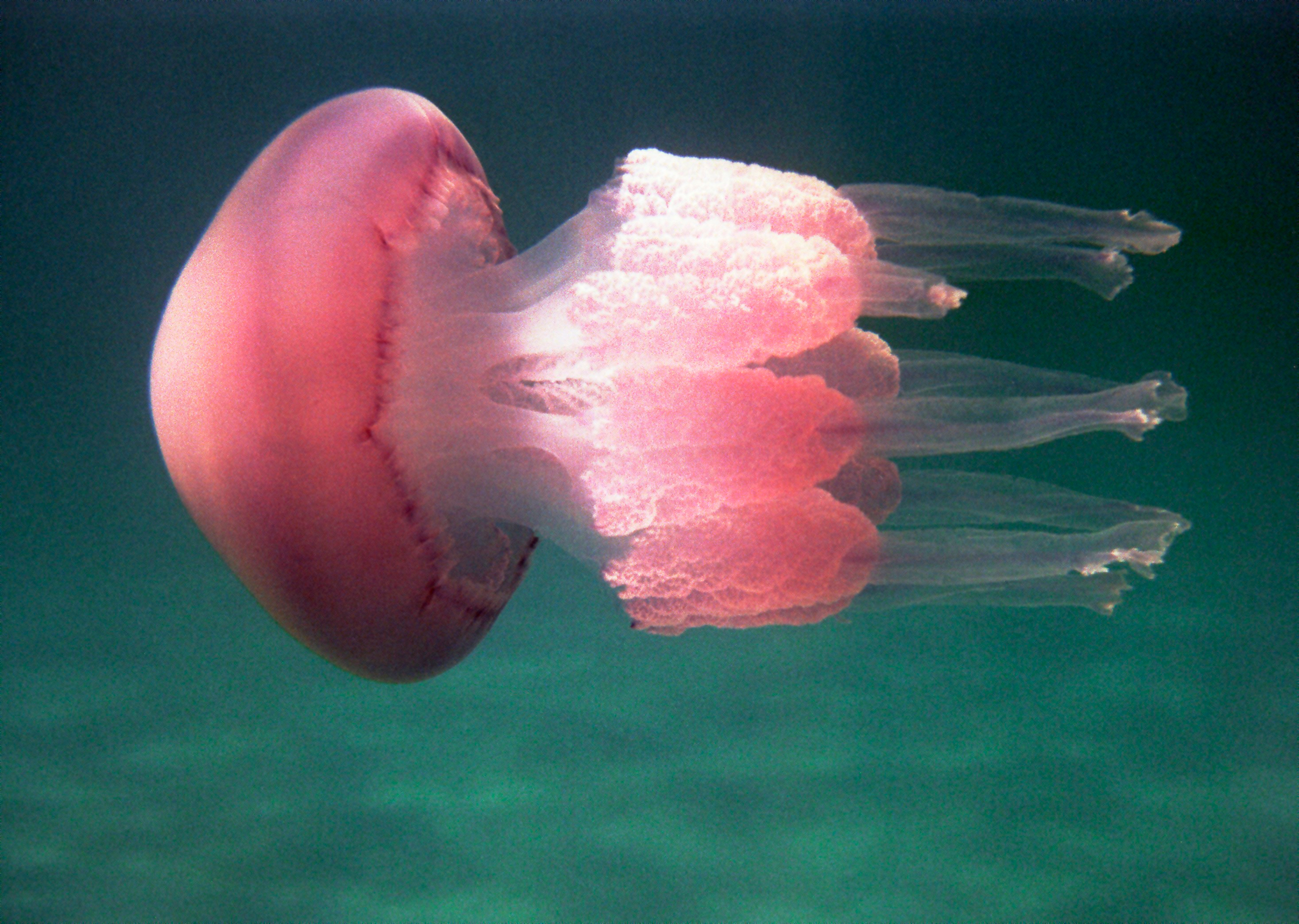
リゾストマ・パルモ

リゾストマ属（rhizostoma）は、3種を含む根口クラゲ目の一つ。主に地中海や東太平洋などに生息している。

## 種
- R. pulmo コクカイビゼンクラゲ
- R. luteum ルテウムジェリー
- R. octopus リゾストマ・オクトパス